# Étienne Pierre Morlanne
Étienne Pierre Morlanne, né à Metz le 15 mars 1772 et mort dans la même ville le 10 octobre 1862, est un médecin français du XIXe siècle. Médecin-accoucheur qui œuvra à   Metz, il est le fondateur de la congrégation des Sœurs de la Charité Maternelle. 

## Enfance et éducation
Fils d'Étienne-Pierre Morlanne, chirurgien-major au régiment Royal Pologne Cavalerie et d'Anne-Antoinette Janet, Étienne Pierre Morlanne naît à Metz, le 22 mai 1772,. Étienne Pierre a également une sœur, Marie-Françoise Morlanne. 
Metz, qui, selon le mot de Vauban, « défend l'état », est depuis près de deux siècles, la plus importante place-forte du royaume et connaît des problèmes de logements pour ses troupes, ce qui occasionne parfois des désordres. Pour remédier à cette situation et pour soulager la population,  Henri-Charles du Cambout de Coislin, évêque de Metz de 1697 à 1732, a fait construire des casernes.

## Carrière contrariée et vocation
Élevé par une mère très pieuse, Étienne Pierre se destine au sacerdoce et reçoit la tonsure dès l'âge de 16 ans. La Révolution française met un terme à ses projets. Le séminaire est fermé en mars 1791 et le cardinal Louis-Joseph de Montmorency-Laval, évêque de Metz, et aumônier de la cour de Versailles, émigre. Le jeune Morlanne, âgé de 19 ans, se trouve désœuvré et retourne vivre chez sa mère. Celle-ci, profitant des relations de son défunt mari, notamment avec Rémi Ibrelisle, le directeur de l'hôpital militaire de Metz, fait accepter son fils comme élève chirurgien militaire, en novembre 1791. Étienne Pierre y fera preuve d'une grande force de travail. Au printemps suivant, la France déclare la guerre à l'Autriche. Les besoins du temps de guerre, autant que ses capacités, permettent au jeune Étienne Pierre d'être nommé chirurgien surnuméraire dès décembre 1792, puis prévôt de l'amphithéâtre l'année suivante, alors qu'il n'a que 21 ans et qu'il poursuit encore sa formation. Pendant ses temps libres, Étienne Pierre accompagne le directeur Ibrelisle à l'hospice de charité pour y soigner les plus démunis, en qualité d'aide-chirurgien stipendié par la ville.
En 1795, Étienne Pierre Morlanne est nommé aide-major à l'Armée de Rhin-et-Moselle et affecté aux soins des soldats de la garde nationale de Metz.  
C'est au cours d'une mission dans le Département des Forêts (ex-Duché de Luxembourg, alors annexé à la France) qu'il trouvera sa vocation : Morlanne est appelé par une jeune paysanne sur le point d'accoucher. La future mère et son enfant sont en danger. N'ayant aucune expérience des soins à apporter à une femme enceinte, le jeune aide-chirurgien militaire se met en prière, puis assiste la parturiente. La mère et l'enfant sont sains et sauf et la vie de Morlanne en est changée.

## D'une vocation à l'autre
Lorsqu'il quitte l'armée en 1798, Morlanne ne songe qu'à se perfectionner dans l'obstétrique et commence à former les sages-femmes. Pour des raisons d'économie, son poste d'aide-chirurgien du dépôt de mendicité est supprimé en 1799 et Morlanne se retrouve sans emploi. Il se met alors à soigner gracieusement les miséreux.
À la faveur de l'arrivée au pouvoir de Napoléon Bonaparte et de la signature du concordat, le séminaire de Metz rouvre ses portes et Étienne Pierre Morlanne, à 30 ans, songe à retourner à sa vocation religieuse première. Après en avoir parlé avec d'anciens condisciples, il en fut détourné par le nouvel évêque Pierre-François Bienaymé, qui lui conseilla de poursuivre son action auprès des déshéritées.

## L'homme d'avant-garde
Se consacrant dès lors à sa vocation, Morlanne, soutenu par le fils du docteur Ibrelisle, lui aussi médecin et par l'épouse du préfet, Charlotte de Fontenelle, comtesse de Vaublanc,  fonde en 1804 une association d'inspiration catholique, qui prend le nom de « Sœurs de la Charité maternelle ». L'association rassemblait des jeunes filles désirant le seconder dans sa mission en devenant sages-femmes. Cette association devint plus tard une congrégation religieuse, en 1884, après la mort de Morlanne.
Cette association religieuse fut bientôt consolidée par la fondation l'année suivante d'une société laïque des « Dames de la Charité Maternelle », dont faisaient partie, à l'instigation de la comtesse de Vaublanc, des dames fortunées de la ville qui soutenaient l'association de leurs dons.
Morlanne s'installe d'abord au dépôt de mendicité, mais la promiscuité des malades et des mendiants avec les femmes enceintes nuit bientôt à la bonne pratique de son art et à l'accueil des parturientes. Aussi s'installe-t-il avec l'aide de la municipalité dans l'ancien couvent des Trinitaires en 1808. 
En 1820, Étienne Pierre Morlanne crée une maison de santé dans l'ancien couvent de la Visitation, rue Mazelle. Il est confronté bien vite à l'opinion publique des dames de la bourgeoise, qui s'offusque de devoir côtoyer des prostituées et des filles-mères. Il interdit donc l'accueil des « filles publiques » dans son institution, mais ne voulant pas les abandonner, il crée dans le même temps une autre maison où il les reçoit, à l'écart.
Cette dernière création, malgré son utilité, le ruine tout à fait. Encore actif à l'âge de 86 ans, il se retire dans un appartement sis au premier étage 71 Rue Mazelle en face de l'Église Saint-Maximin. Il y est soutenu par sa femme de ménage, Catherine Fitre, âgée de 45 ans, originaire de Sarrebourg. Il était également Chevalier de la Légion d'Honneur. Étienne Pierre Morlanne meurt à Metz le 7 janvier 1862 C'est son neveu et filleul Etienne Pierre Mahu, 63 ans, lui aussi chirurgien et chevalier de la Légion d'honneur demeurant place de la comédie et un de ses voisins, François Michel Chabert, rentier âgé de 30 ans, qui signalent le décès du futur saint aux autorités administrative.

## Postérité
L'association des sœurs fut transformée en congrégation par l'évêque de Metz Paul Dupont des Loges en 1884 et essaima à travers le monde, où elle est encore active. Le 22 janvier 1989, fut ouvert un procès en vue de la béatification du docteur Morlanne qui a été reconnu Serviteur de Dieu en 2019. 

## Publications
- Opuscule sur la vaccine,  Metz : impr. de F. Blanc, 1856.
- Mémoires et observations sur plusieurs cas importants de l'art des accouchements, recueillis en 1838 et 1839, à la clinique de l'École pratique du département de la Moselle, Metz : impr. de S. Lamort, 1841.
- Département de la Moselle. Cours d'accouchements aux élèves sages-femmes. Metz : impr. de Dembour et Gangel, 1846.

## Sources
- Lucien Bouchon : Un ami des enfants et des mères : le chirurgien Morlanne, fondateur des Sœurs de la Charité maternelle de Metz, 1772-1862, Éditions "Spes", Paris, 1928
- Pierre Bronn et Jean Lazare : "naître à Metz" éditions des Paraiges 2013
- François-Michel Chabert : Un Bienfaiteur des pauvres de la ville de Metz, Étienne-Pierre Morlanne. Notice biographique, Metz : impr. de Rousseau-Pallez, 1862.
- Christian Jouffroy : "la Maternité de Metz", Mémoires de l'Académie Nationale de Metz, 2005, pp 291-359
- Tinseau, Abbé de : Notice biographique sur Étienne-Pierre Morlanne, chirurgien, rédigée d'après les notes recueillies à l'hospice de la Charité maternelle de Metz,  Metz : impr. de C. Thomas, 1882.

## Littérature
Le Docteur Morlanne apparait dans deux romans d'Anne Villemin Sicherman, 1803, la nuit de la sage-femme 2023, et 1812 le fiancé de Russie 2024.

## Voir également
- Société de Charité maternelle
- Jean de Dieu
- Camille de Lellis
- Martin de Porrès
- Vincent de Paul
- René Laennec
- Charles de Foucauld
- Abbé Pierre